# Stanley, Australien
Stanley är en ort i Australien. Den ligger i kommunen Circular Head och delstaten Tasmanien, i den sydöstra delen av landet, omkring 290 kilometer nordväst om delstatshuvudstaden Hobart. Antalet invånare är 458.
Trakten runt Stanley är nära nog obefolkad, med mindre än två invånare per kvadratkilometer.. Närmaste större samhälle är Smithton, omkring 17 kilometer sydväst om Stanley. 
Genomsnittlig årsnederbörd är 1 496 millimeter. Den regnigaste månaden är augusti, med i genomsnitt 233 mm nederbörd, och den torraste är februari, med 44 mm nederbörd.